# Затворное
Затворное — село в Скопинском районе Рязанской области России, входит в состав Горловского сельского поселения.

## География
Село расположено на берегу реки Сухая Табола в 11 км на юг от центра поселения села Горлово и в 46 км на запад от райцентра города Скопин.

## История
Под именем «Затворной Поляны» село упоминается в окладной книге 1676 года, где при находившейся в нём Христорождественской церкви показано церковной пашни 10 четвертей в поле, сенных покосов на 50 копен. В приходе 66 дворов крестьянских, 17 дворов бобыльских и нищих пришлых людей, всего 85 дворов. Под 1734 годом в селе Затворном при 61 дворе в притче показано 2 попа, дьячок и пономарь. В 1804 году построена каменная также Христорождественская церковь, из находящихся при ней приделов - Казанский устроен одновременно с настоящею, а Никольский в 1871 году, в то же время был разобран и расширен и Казанский  придел. В 1881 году в обоих приделах поставлены были новые иконостасы. В Затворном в 1844 году открыты были сельские школы для мальчиков и девочек местным священником и его женою. 
В XIX — начале XX века село являлось центром Затворниковской волости Скопинского уезда Рязанской губернии. В 1906 году в селе было 605 дворов.
С 1929 года село являлось центром Затворинского сельсовета Горловского района Рязанского округа Московской области, с 1937 года — в составе Рязанской области, с 1959 года — в составе Скопинского района, с 2005 года — в составе Горловского сельского поселения.

## Население
| 1859 | 1897  | 1906  | 2010 |
| ---- | ----- | ----- | ---- |
| 2239 | ↗3975 | ↗4758 | ↘204 |

## Достопримечательности
В селе расположена Христорождественская церковь (1871). 